# Salisbury stift
Salisbury stift (engelska: Diocese of Salisbury) är ett stift i Canterbury kyrkoprovins inom Engelska kyrkan, som omfattar Dorset, samt stora delar av Wiltshire förutom Swindon och delar av norra Wiltshire. Biskopssätet är katedralen i Salisbury.

## Historik
Stiftet har sina rötter i Sherbornes stift, som upprättades 705. 909 bildades Ramsbury stift ur Winchesters stift. 1058 valdes Herman till biskop av Shrebourne, och 1078 kom båda stiften under hans överseende, och biskopssätet flyttades till Salisbury. 1836 tillkom Dorset, då Bristols stift upplöstes, och Berkshire överfördes till Oxfords stift.

## Organisation
Stiftet styrs av biskopen av Salisbury, med råd och samtycke av representanter för stiftets präster och lekmän, samlade i stiftssynoden (engelska: Diocesan Synod). Biskopen leder också biskopskollegiet, som består av två suffraganbiskopar. Dessa är fullvärdiga biskopar, men utan egna stift och underställda stiftsbiskopen.
Mellan 1981 och 2010 använde sig stiftet av biskopsområden, där suffraganbiskopen av Ramsbury ansvarade för församlingar i Wiltshire och Hampshire medan suffraganbiskopen av Sherborne hade tillsyn över de församlingar i Dorset och Devon som hör till stiftet. Sedan 2010 har områdessystemet formellt avvecklats. Även om biskoparna i huvudsak ansvarar för samma områden är den nya organisationen tänkt att spegla att så väl stiftsbiskopen som suffraganbiskoparna ansvarar för verksamheter och perspektiv som berör hela stiftet.

### Ansvaret för Kanalöarna
I oktober 2019 rekommenderade ärkebiskopens av Canterbury utredning om relationen mellan kyrkan på Kanalöarna och den större Engelska kyrkan att Guernsey och Jersey skulle flyttas från Winchester till Salisbury stift. Generalsynoden och Storbritanniens parlament har under 2020 fattat de nödvändiga besluten för att göra förändringen, och kyrkan på Kanalöarna har bejakat förändringen.
Jerseys respektive Guernseys ständer förväntas ta ställning till förslaget under 2021. Under förutsättning att Guernsey bifaller förslaget ska även Alderneys ständer och Sarks lagstiftande församling Chief Pleas, innan förändringen kan godkännas genom kunglig sanktion. I praktiken har dock biskopen av Salisbury övertagit ansvaret för Kanalöarna från 1 januari 2021, med undantag av de aspekter som lagligen ligger kvar hos Biskopen av Dover tills förändringen vunnit laga kraft.